# 岡山県の高校野球
岡山県の高校野球（おかやまけんのこうこうやきゅう）は硬式野球を中心に岡山県における過去に行われた地方大会・春の選抜高等学校野球大会および夏の全国高等学校野球選手権大会とプロ野球に進んだ選手の活躍などから、その歴史と高校野球部・選手および指導者の特徴を説明する。

## 歴史
- 1885年 - この頃、岡山中学で東京の大学出身の教師達によって伝えられた生徒の間で野球が行われ始めた。
- 1894年 - 安部磯雄が岡山薬学校（1899年から関西中学）に野球を伝える。
- 1895年 - 岡山県で最初の学生野球部が岡山薬学校に誕生[1]。
- 1897年 - 岡山中学野球部創部。
- 1898年 - 岡山中学と高梁中学が対外試合を行う（25対21。記録に残る最初の試合）。
- 1899年 - 関西中学と津山中学が対外試合を行う（28対27）。
- 1907年 - 近県中等学校野球大会が第六高等学校主催で同校グランドで開催される（岡山の参加校;岡山中、関西中、津山中、高梁中、金川中）
- 1913年 - 岡山中等学校野球連盟発足、同時期に6校（岡山一中、関西中、吉備商、岡山黌、岡山二中、岡山商）によるリーグ戦が奥市野球場で始まる。
- 1913年 - 第1回選手権が開催され、山陽大会に関西中が参加。
- 1921年 - 岡山一中が岡山県勢選手権初出場。
- 1924年 - 第1回センバツ開催。
- 1948年 - 岡山県高等学校野球連盟発足（中等学校から改称）。
- 1949年 - 関西高校が岡山県勢センバツ初出場。
- 1965年 - 岡山東商がセンバツで岡山県勢初の全国制覇を達成する。
- 1999年 - 岡山理大附が夏の選手権にて岡山県勢初の決勝進出、準優勝。
- 2008年 - 倉敷商が選手権で岡山県勢春夏通算100勝を達成。
- 2011年 - 創志学園がセンバツに春夏通じて甲子園史上初となる創部1年目[2] の出場。

## 地方大会での歴史
中等学校優勝大会の1947年まで岡山勢は山陽地区大会で広島･山口勢の壁に阻まれ全国大会に出場したのは岡山一中（現岡山朝日）の1921年夏一回だけであった。
1948年高等学校選手権になると同時に岡山・鳥取・島根の東中国大会に予選地区の枠組みも変更され、関西が戦後初出場を果たす。

### 1990年以降夏の選手権が全国初出場となった学校が2017年に誕生
岡山県では1990年に初出場を決めた岡山城東以来、2017年夏の大会まで27年間、選手権の出場での春夏甲子園出場校が出ていなかった。
春は2008年に興譲館が甲子園初出場を決めている(2001年に玉野光南が選手権に初出場を決めているが甲子園の初出場は1990年の選抜。2015年に選手権初出場を決めた岡山学芸館の甲子園初出場は2001年の選抜)。2011年に金光学園が選手権岡山大会の決勝で関西を勝利まであと1アウトまで追い詰めたが、そこで同点に追いつかれ、その後延長で逆転負けを喫し、春夏通じて甲子園初出場を逃した。
岡山城東が初出場した27年後の2017年におかやま山陽がノーシードからの快進撃を続け、決勝では創志学園と対戦し再試合の熱戦を演じた。劣勢状態から8回に5点差を逆転。9回に再逆転されたが追いつき、降雨引分コールドゲームとなった。
翌日の再試合では序盤から主導権を握り、春夏通じて初の甲子園を決めた。
| 開催年 | 大会       | 学校                   |
| ------ | ---------- | ---------------------- |
| 1921年 | 夏・第7回  | 岡山一中（現岡山朝日） |
| 1948年 | 夏・第30回 | 関西                   |
| 1949年 | 夏・第31回 | 倉敷工                 |
| 1951年 | 夏・第33回 | 岡山東（現岡山東商）   |
| 1955年 | 夏・第37回 | 玉島（現玉島商）       |
| 1958年 | 夏・第40回 | 倉敷商                 |
| 1977年 | 春・第49回 | 岡山南                 |
| 1977年 | 夏・第59回 | 水島工                 |
| 1980年 | 春・第52回 | 岡山理大附             |
| 1990年 | 春・第62回 | 玉野光南               |
| 1990年 | 夏・第72回 | 岡山城東               |
| 2001年 | 春・第73回 | 岡山学芸館             |
| 2008年 | 春・第80回 | 興譲館                 |
| 2011年 | 春・第83回 | 創志学園               |
| 2017年 | 夏・第99回 | おかやま山陽           |

### 県北部からの全国出場無し
1920年に岡山一中が初出場を決めてから2007年春まで、岡山県北部からは未だに甲子園へ出場した高校はない。
1967年春の大会で県北唯一の甲子園出場に内定していた津山商が転校してきて間もない生徒の起こした不祥事により辞退し、最近では1997年夏の大会で県北初の甲子園なるかと地元で報道された津山工が決勝で倉敷商に敗れているなど、あと一歩のところまでいったことは幾度もある。
要因として北部は冬のあいだ積雪が多く練習期間が短いためと思われがちだが、ここ数十年は練習場の改善や温暖化による積雪の減少で環境によるハンデは無くなったといってよい。どちらかと言えば北部の高校は軟式野球部が多く（県の指導により1962年の岡山国体に合わせ軟式に転向した学校が多数あった。）、またサッカーやラグビーでは全国へ度々出場する強豪もいることなどから地域性の違いとも思われる。
近年では県北初の甲子園を目指して、実績のある監督の招聘などチーム強化に乗り出している高校もある（作陽の角田篤敏など）。
| 開催年 | 大会       | 学校               | 結果 | 相手校   | 備考                          |
| ------ | ---------- | ------------------ | ---- | -------- | ----------------------------- |
| 1923年 | 夏・山陽   | 津山中（現津山）   | 0-11 | 広陵中   | 決勝                          |
| 1924年 | 夏・山陽   | 津山中             | 2-14 | 山口中   | 準決勝                        |
| 1951年 | 夏・東中国 | 津山成美（現津山） | 0-2  | 出雲産   | 一回戦                        |
| 1955年 | 夏・岡山   | 津山商             | 0-1  | 岡山東商 | 決勝                          |
| 1961年 | 秋・中国   | 津山商             | 1-4  | 久賀     | 準々決勝                      |
| 1963年 | 秋・中国   | 津山商             | 0-10 | 尾道商   | 準決勝                        |
| 1966年 | 秋・中国   | 津山商             | 3-4  | 境       | 準決勝※翌年のセンバツ出場辞退 |
| 1967年 | 夏・東中国 | 津山商             | 0-1  | 米子工   | 準決勝                        |
| 1971年 | 夏・東中国 | 作陽               | 0-5  | 八頭     | 準決勝                        |
| 1971年 | 秋・中国   | 勝山               | 3-4  | 大田     | 一回戦                        |
| 1972年 | 夏・東中国 | 津山商             | 1-3  | 米子工   | 準決勝                        |
| 1975年 | 秋・中国   | 作陽               | 0-1  | 大社     | 一回戦                        |
| 1980年 | 秋・中国   | 作陽               | 1-2  | 尾道商   | 準決勝                        |
| 1981年 | 秋・中国   | 津山               | 3-9  | 大社     | 一回戦                        |
| 1984年 | 夏・岡山   | 津山               | 0-9  | 岡山南   | 準決勝                        |
| 1991年 | 夏・岡山   | 作陽               | 0-3  | 岡山東商 | 決勝                          |
| 1993年 | 夏・岡山   | 津山工             | 2-5  | 岡山南   | 決勝                          |
| 1997年 | 夏・岡山   | 津山工             | 4-16 | 倉敷商   | 決勝                          |
| 2007年 | 秋・中国   | 岡山共生           | 5-7  | 華陵     | 準々決勝                      |

※ 転校してきて間もない生徒が起こした不祥事により辞退

## 全国大会での歴史

### 降雨ノーゲームの明暗
- 1965年の選抜で全国制覇を成し遂げた岡山東商は、春夏連覇を目指して選手権に出場。初戦の日大二は4-1と3点リードと、春の勢いをそのまま発揮していた。しかし5回表に降雨ノーゲームとされ、翌日の再試合では2-5で敗れてしまった。
- 2003年の選手権では倉敷工が南北海道の駒大苫小牧に4回表まで0-8で、劣勢に立たされていた。しかし試合開始前から断続的に降り続いていた雨が勢いを増したため、4回裏2死一、三塁で降雨ノーゲームが宣言された。翌日の再試合で倉敷工はエース陶山が立ち直って、5-2と奇跡の勝利を手にした。この翌年から夏2連覇を達成した駒大苫小牧の原動力となった試合だと言われることもある[誰によって?]。

### 甲子園16強以上の成績
- 岡山東商： 優勝1回、4強2回
- 岡山理大附： 準優勝1回、16強1回
- 倉敷工： 4強4回、8強2回、16強3回
- 関西： 4強3回、8強3回、16強3回
- 岡山南： 4強2回、8強1回、16強2回
- 倉敷商： 8強2回、16強1回
- 岡山城東： 4強1回、16強1回
- 玉野光南： 16強3回
- 玉島商： 4強1回
- 岡山一中（現岡山朝日)： 8強1回
- 岡山学芸館：16強1回
- おかやま山陽：8強1回

### 国体制覇
選抜初制覇から6年後の1971年10月の和歌山国体で岡山東商は5対3で報徳学園を下し初優勝を飾っている。また2年後の1973年には玉島商が準優勝を飾るなど甲子園よりも好成績を収めている。
ちなみに2008年の大分国体では天候不順により打ち切りのため、出場した倉敷商は1勝を挙げて終えた。

### 甲子園連続出場
- 全国高等学校野球選手権大会の甲子園連続出場： 岡山南（1983年 - 1985年）、倉敷商（2008年 - 2010年）
- 選抜高等学校野球大会の甲子園連続出場： 関西（2005年 - 2007年）、倉敷工（1957年 - 1959年）
- 春夏通しての甲子園連続出場： 関西（2005年春 - 2007年春）

### 全国大会の戦績
- 全国高等学校野球選手権大会 (岡山県勢)
- 選抜高等学校野球大会 (岡山県勢)
- 国民体育大会高等学校野球競技 (岡山県勢)
- 明治神宮野球大会 高校の部 (岡山県勢)

## 名勝負

### 岡山東商vs倉敷工
岡山東商と倉敷工は1950年代から70年代まで、毎年のように両校もしくはどちらか1校が決勝に出場していた。1950年代～80年代までの31年間で岡山東商は16回、倉敷工は13回も決勝へ進出しており、両校は決勝で5度対戦している。

### 岡山三羽ガラス
1965年、平松政次（岡山東商→大洋）、松岡弘（倉敷商→ヤクルト）、森安敏明（関西→東映）の三投手が甲子園出場をかけて名勝負を繰り広げ、岡山三羽烏と呼ばれた。後にそれぞれ異なるプロ野球チームに入り、三人ともエース級の活躍をした。また、三人の一年先輩に星野仙一（倉敷商→中日）がおりこの時期、岡山県は投手王国とも呼ばれた。

## 現在活動中の野球部
※太字の学校は甲子園経験校、氏名は現役選手
※旧校名は主なものを掲載

### 硬式
| 学校･所在地                | 旧校名                             | 特記事項                                         | 主な出身選手・指導者 |
| 岡 山 市                   | 岡 山 市                           | 岡 山 市                                         | 岡 山 市 |
| -------------------------- | ---------------------------------- | ------------------------------------------------ | --- |
| 岡山朝日                   | 岡山一中→岡山一→                   | 公立学校最初の野球部、岡山勢全国初出場・初勝利。 | |
| 岡山操山                   | 岡山二中→岡山二→                   |                                                  | |
| 岡山東商                   | 岡山一商→岡山東・岡山産業→         | 岡山で唯一全国優勝（センバツ）を経験。           | 平松政次、横溝桂、土井淳、秋山登、佐藤直信、林田真人、枝松道輝、奥江英幸、守岡茂樹、K.H.ライト、岡義朗、寒川浩司、土居正史、八木裕、岡本圭治、吉原孝介、星野大地、星野雄大、向井正剛（監督） |
| 岡山南                     | 岡山市商→                          |                                                  | 高畠導宏、山田直政、川相昌弘、本間立彦、横谷総一、難波幸治、浅野智治、坊西浩嗣、臼井敏夫（監督）、山根雅仁、野本圭                                                                           |
| 関西                       | 関西中→                            | 岡山最初の野球部。岡山勢センバツ初出場。         | 黒田健吾、井野川利春、浅越桂一、森安敏明、大杉勝男、片岡一美、安木祥二、真鍋勝己、吉年滝徳、山地隆、竹原直隆、宮本賢、上田剛史、ダース・ローマシュ匡、森田一成、渡辺雄貴、児山祐斗           |
| 岡山商大                   | 吉備商→吉備→                       |                                                  | |
| 岡山工                     | 県立工業→岡山西→                   |                                                  | |
| 東岡山工                   |                                    |                                                  | 下田充利 |
| 岡山大安寺（中等教育学校） | 岡山大安寺（高校）                 | 2013年から中等教育学校                           | |
| 岡山芳泉                   |                                    |                                                  | |
| 岡山一宮                   |                                    |                                                  | |
| 岡山城東                   |                                    |                                                  | |
| 興陽                       | 児島農→                            |                                                  | 大立恭平 |
| 岡山理大                   | 岡山電工→                          | 岡山で唯一全国準優勝（夏）を経験。               | 森廣二、森田和也、岡本直也、髙田知季、九里亜蓮、薮田和樹 |
| 明誠学院                   | 真備（女子校）→                    | 2004年軟式から転向                               | |
| 創志学園                   | ベル学園→                          | 2010年創部。翌年、センバツ出場最速記録。         | 奥浪鏡、難波侑平、高田萌生、西純矢 |
| 岡山                       |                                    |                                                  | |
| 西大寺                     | 西大寺中→                          |                                                  | |
| 岡山学芸館                 | 金山学園→                          |                                                  | 柴原実、橋本義隆 |
| 岡山御津                   | 金川中→金川・福渡（軟式）→         | 金川の時軟式から復帰                             | |
| 瀬戸                       |                                    |                                                  | |
| 就実                       | 岡山実女→就実女→                   |                                                  | |
| 倉 敷 市                   |                                    |                                                  | |
| 倉敷商                     | 倉敷商→倉敷至誠→                   |                                                  | 松岡弘、星野仙一、加藤安雄、平松一宏、葛城育郎、岡大海 |
| 倉敷工                     | 倉敷工→倉敷老松→                   | 甲子園春夏通算19回出場                           | 小沢馨（監督）、藤沢新六、安原達佳、鎌田豊、槌田誠三、片岡旭、兼光保明、中藤義雄、水本勝己、陶山大介、守屋功輝                                                                               |
| 倉敷青陵                   | 倉敷中→倉敷高→                     |                                                  | |
| 倉敷天城                   |                                    |                                                  | |
| 倉敷南                     |                                    |                                                  | |
| 倉敷古城池                 |                                    |                                                  | |
| 水島工                     |                                    |                                                  | 佐々木誠 |
| 倉敷                       | 中国商→岡山日大→                   |                                                  | 劔持節雄、津田大樹、宮本武文 |
| 倉敷鷲羽                   | 南海→児島・琴浦→                   |                                                  | 三宅秀史 |
| 玉島商                     | 玉島商→玉島→                       |                                                  | 三宅宅三 |
| 翠松                       | 翠松舎→片山女子→                   |                                                  | |
| 作陽学園                   | 作陽                               |                                                  | 亀澤恭平 |
| 津 山 市                   |                                    |                                                  | |
| 津山商                     | 津山商→津山北園→                   | 不祥事により1967年選抜を辞退                     | 西山敏明、中室幹雄、福井保夫、山本晳 |
| 津山工                     | 津山工→津山峰南→                   |                                                  | 髙橋信二 |
| 津山                       | 津山中→津山成美→                   |                                                  | |
| 津山東                     |                                    | 1999年加盟                                       | |
| 美作                       |                                    | 2008年加盟                                       | |
| 津山高専                   |                                    |                                                  | |
| 玉 野 市                   |                                    |                                                  | |
| 玉野                       | 玉野中→玉野一→                     |                                                  | |
| 玉野商工                   | 玉野商→                            | 1997年軟式から転向                               | |
| 玉野光南                   |                                    |                                                  | 山原和敏、山本樹 |
| 笠 岡 市                   |                                    |                                                  | |
| 笠岡商                     | 笠岡商→笠岡二→笠岡→笠岡商工→       |                                                  | |
| 笠岡工                     | 笠岡工→笠岡二→笠岡→笠岡商工→       |                                                  | |
| 井 原 市                   |                                    |                                                  | |
| 興譲館                     |                                    |                                                  | 古角哲士 |
| 総 社 市                   |                                    |                                                  | |
| 総社南                     |                                    |                                                  | |
| 備 前 市                   |                                    |                                                  | |
| 備前緑陽                   | 片上→備前・備前東→                 |                                                  | |
| 高 梁 市                   |                                    |                                                  | |
| 高梁                       | 高梁中→                            | 2006年復帰                                       | 向井正剛 |
| 方谷學舎                   | 高梁日新                           | 2004年加盟                                       | |
| 新 見 市                   |                                    |                                                  | |
| 岡山共生                   | 新見女子→                          | 2001年加盟                                       | 李秉諺、伊原正樹 |
| 赤 磐 市                   |                                    |                                                  | |
| 岡山白陵                   |                                    |                                                  | |
| 瀬戸内市                   |                                    |                                                  | |
| 邑久                       |                                    |                                                  | |
| 浅 口 市                   |                                    |                                                  | |
| おかやま山陽               | 生石→岡山県山陽→                   |                                                  | 仁科時成、藤井皓哉 |
| 金光学園                   |                                    |                                                  | |
| 真 庭 市                   |                                    |                                                  | |
| 勝山                       |                                    |                                                  | 石井茂雄、山田誠二、山根政明、山根和夫 |
| 美 作 市                   |                                    |                                                  | |
| 林野                       | 林野（軟式）・大原（軟式）→        | 2007年軟式から復帰                               | |
| 和 気 町                   |                                    |                                                  | |
| 和気閑谷                   | 和気・閑谷→和気閑谷・備作（軟式）→ |                                                  | |
| 吉備中央町                 |                                    |                                                  | |
| 吉備高原学園               |                                    |                                                  | |

### 軟式
| 学校･所在地 | 旧校名                     | 特記事項                           |        |
| 岡山市      | 岡山市                     | 岡山市                             | 岡山市 |
| ----------- | -------------------------- | ---------------------------------- | ------ |
| 関西        |                            |                                    |        |
| 岡山商大    |                            |                                    |        |
| 岡山理大    |                            | 西川雅人                           |        |
| 岡山学芸館  |                            |                                    |        |
| 高松農      |                            | 硬式から転向                       |        |
| 倉敷市      |                            |                                    |        |
| 倉敷工      |                            | 2003年国体準優勝                   |        |
| 玉島        |                            |                                    |        |
| 津山市      |                            |                                    |        |
| 津山工      |                            |                                    |        |
| 作陽        |                            |                                    |        |
| 井原市      |                            |                                    |        |
| 井原        |                            | 硬式から転向                       |        |
| 総社市      |                            |                                    |        |
| 総社        |                            | 硬式から転向                       |        |
| 高梁市      |                            |                                    |        |
| 高梁城南    | 高梁工・成羽・川上農→      |                                    |        |
| 新見市      |                            |                                    |        |
| 新見        | 新見・新見北→              | 硬式から転向、2007年の全国大会優勝 |        |
| 真庭市      |                            |                                    |        |
| 勝山        |                            |                                    |        |
| 真庭        | 落合・至道・久世           |                                    |        |
| 矢掛町      |                            |                                    |        |
| 矢掛        | 矢掛→矢掛・矢掛商（硬式）→ | 硬式部は2008年をもって廃部         |        |
| 勝央町      |                            |                                    |        |
| 勝間田      | 勝間田・江見商 →           | 硬式から転向                       |        |

### 定時制・通信制軟式
| 学校･所在地 | 旧校名 | 特記事項                                             |
| 岡山市      | 岡山市 | 岡山市                                               |
| ----------- | ------ | ---------------------------------------------------- |
| 烏城        |        | 全国大会出場8回。                                    |
| 岡山後楽館  |        |                                                      |
| 岡山操山    |        | 全国大会出場8回、第55回（2008年）ベスト4。           |
| 倉敷市      |        |                                                      |
| 倉敷市工    |        | 全国大会第11回（1964年）・第12回（1965年）連続優勝。 |
| 精思        |        |                                                      |
| 真備陵南    | 箭田   | 硬式から転向                                         |
| 玉野市      |        |                                                      |
| 玉野備南    | 備南   | 硬式から転向                                         |
| 井原市      |        |                                                      |
| 井原市立    |        |                                                      |
| 高梁市      |        |                                                      |
| 松山        |        |                                                      |
| 備前市      |        |                                                      |
| 片上        |        |                                                      |

## かつて存在した野球部

### 硬式
- 岡山黌 - 閑谷黌（現和気閑谷）から独立、1933年廃校
- 川崎医大附 - 廃部
- 至道 - 落合と合併
- 児島 - 現倉敷鷲羽、琴浦と合併
- 琴浦 - 現倉敷鷲羽、児島と合併
- 岡山産業 - 岡山東（現岡山東商）と合併
- 児島一 - 現:倉敷翔南、2003年脱退・廃部
- 黎明 - 現:岡山龍谷、1999年加盟、2000年脱退・廃部
- 矢掛商 - 矢掛と合併、2008年硬式野球部廃部

### 軟式
- 鴨方 - 軟式に転向、野球・サッカー･ラグビー部が合併しフィールド部になる。
- 成羽 - 軟式に転向、高梁工・川上農と合併（現高梁城南）
- 福渡 - 軟式に転向、金川と合併（現岡山御津）
- 大原 - 軟式に転向、林野と合併。1963年山口国体優勝
- 吉備北陵 - 軟式、平成20年高梁高校に併合
- 高梁城南 - 廃部
- 高梁城南･川上 - 旧川上農、軟式野球部。2010年、川上校舎閉鎖にともない高梁校舎に併合
- 玉野 - 軟式、1982年島根県で行われたくにびき国体優勝
- 落合 - 軟式、現真庭、久世と合併
- 久世 - 軟式、現真庭、落合と合併
- 蒜山 - 軟式、現勝山

## 備考・注釈
1. ↑  丸善出版 編『47都道府県ご当地文化百科・岡山県』丸善出版、2024年、140頁。ISBN 978-4621309568。
2. ↑  同校の公称上では「学校設立1年目での出場」となっているが、同校には女子校（ベル学園高等学校）としての前史があるため、意見が分かれている。